# Liste der Baudenkmale in Wolfenbüttel-Adersheim
In der Liste der Baudenkmale in Wolfenbüttel-Adersheim sind alle Baudenkmale des Ortsteils Adersheim der niedersächsischen Stadt Wolfenbüttel aufgelistet. Der Stand der Liste ist der 26. Dezember 2020. Die Quelle der Baudenkmale ist der Denkmalatlas Niedersachsen. Der Stand der Liste ist der 26. Dezember 2020.

## Allgemein
In den Spalten befinden sich folgende Informationen:
- Lage: die Adresse des Baudenkmales und die geographischen Koordinaten. Kartenansicht, um Koordinaten zu setzen. In der Kartenansicht sind Baudenkmale ohne Koordinaten mit einem roten Marker dargestellt und können in der Karte gesetzt werden. Baudenkmale ohne Bild sind mit einem blauen Marker gekennzeichnet, Baudenkmale mit Bild mit einem grünen Marker.
- Bezeichnung: Bezeichnung des Baudenkmales
- Beschreibung: die Beschreibung des Baudenkmales. Unter § 3 Abs. 2 NDSchG werden Einzeldenkmale und unter § 3 Abs. 3 NDSchG Gruppen baulicher Anlagen und deren Bestandteile ausgewiesen.
- ID: die Objekt-ID des Baudenkmales
- Bild: ein Bild des Baudenkmales, ggf. zusätzlich mit einem Link zu weiteren Fotos des Baudenkmals im Medienarchiv Wikimedia Commons. Wenn man auf das Kamerasymbol klickt, können Fotos zu Baudenkmalen aus dieser Liste hochgeladen werden:

## Baudenkmale

### Gruppe: Kirchhof Adersheim
Die Gruppe „Kirchhof Adersheim“ hat die ID 33863536.

| Lage                                         | Bezeichnung | Beschreibung    | ID       | Bild |
| -------------------------------------------- | ----------- | --------------- | -------- | ---- |
| Am Klinkerberg 52° 8′ 37″ N, 10° 27′ 39″ O   | Kirche      |                 | 33889351 | BW   |
| Kirchgasse 3 52° 8′ 37″ N, 10° 27′ 40″ O     | Wohnhaus    | Pfarrwitwenhaus | 33889241 | BW   |
| Am Klinkerberg 6 52° 8′ 37″ N, 10° 27′ 36″ O | Pfarrhof    |                 | 33889285 | BW   |

### Gruppe: Westerntorstraße 21 und 23
Die Gruppe „Westerntorstraße 21 und 23“ hat die ID 33863520.

| Lage                                                   | Bezeichnung              | Beschreibung | ID       | Bild |
| ------------------------------------------------------ | ------------------------ | ------------ | -------- | ---- |
| Westerntorstraße 21 52° 8′ 42″ N, 10° 27′ 45″ O        | Wohn-/Wirtschaftsgebäude |              | 3889477  | BW   |
| Westerntorstraße 23 52° 8′ 40″ N, 10° 27′ 45″ O        | Wohn-/Wirtschaftsgebäude |              | 33889585 | BW   |
| Heinrich-Lüddecke-Straße 1 52° 8′ 41″ N, 10° 27′ 43″ O | Stall                    |              | 46441986 | BW   |
| Westerntorstraße 23 52° 8′ 41″ N, 10° 27′ 44″ O        | Stall                    |              | 33889925 | BW   |

### Gruppe: Hofanlage Melkeweg 4
Die Gruppe „Hofanlage Melkeweg 4“ hat die ID 33863504.

| Lage                                   | Bezeichnung | Beschreibung | ID       | Bild |
| -------------------------------------- | ----------- | ------------ | -------- | ---- |
| Melkeweg 4 52° 8′ 38″ N, 10° 27′ 48″ O | Wohnhaus    |              | 33889627 | BW   |
| Melkeweg 4 52° 8′ 38″ N, 10° 27′ 48″ O | Stall       |              | 33889967 | BW   |

### Gruppe: Hofanlagen Melkeweg 7
Die Gruppe „Hofanlagen Melkeweg 7“ hat die ID 33863486.

| Lage                                     | Bezeichnung              | Beschreibung | ID       | Bild |
| ---------------------------------------- | ------------------------ | ------------ | -------- | ---- |
| Melkeweg 7 52° 8′ 37″ N, 10° 27′ 50″ O   | Wohnhaus                 |              | 33889606 | BW   |
| Melkeweg 7 52° 8′ 37″ N, 10° 27′ 50″ O   | Scheune                  |              | 33889776 | BW   |
| Wallwinkel 2 52° 8′ 38″ N, 10° 27′ 52″ O | Scheune                  |              | 33889862 | BW   |
| Wallwinkel 2 52° 8′ 39″ N, 10° 27′ 52″ O | Wohn-/Wirtschaftsgebäude |              | 33889692 | BW   |
| Wallwinkel 1 52° 8′ 39″ N, 10° 27′ 52″ O | Wohn-/Wirtschaftsgebäude |              | 33889564 | BW   |

### Gruppe: Hofanlage Wallwinkel 5
Die Gruppe „Hofanlage Wallwinkel 5“ hat die ID 33863706.

| Lage                                     | Bezeichnung | Beschreibung | ID       | Bild |
| ---------------------------------------- | ----------- | ------------ | -------- | ---- |
| Wallwinkel 5 52° 8′ 37″ N, 10° 27′ 52″ O | Wohnhaus    |              | 33889713 | BW   |
| Wallwinkel 5 52° 8′ 36″ N, 10° 27′ 53″ O | Scheune     |              | 33889883 | BW   |

### Gruppe: Hofanlage Westerntorstraße 8
Die Gruppe „Hofanlage Westerntorstraße 8“ hat die ID 33863468.

| Lage                                           | Bezeichnung              | Beschreibung | ID       | Bild |
| ---------------------------------------------- | ------------------------ | ------------ | -------- | ---- |
| Westerntorstraße 8 52° 8′ 41″ N, 10° 27′ 53″ O | Wohn-/Wirtschaftsgebäude |              | 33889670 | BW   |
| Westerntorstraße 8 52° 8′ 41″ N, 10° 27′ 55″ O | Stall                    |              | 33889840 | BW   |
| Westerntorstraße 8 52° 8′ 40″ N, 10° 27′ 54″ O | Scheune                  |              | 33890010 | BW   |

### Gruppe: Hofanlage Westerntorstraße 11
Die Gruppe „Hofanlage Westerntorstraße 11“ hat die ID 33863706.

| Lage                                            | Bezeichnung              | Beschreibung | ID       | Bild |
| ----------------------------------------------- | ------------------------ | ------------ | -------- | ---- |
| Westerntorstraße 11 52° 8′ 43″ N, 10° 27′ 51″ O | Wohn-/Wirtschaftsgebäude |              | 33889648 | BW   |
| Westerntorstraße 11 52° 8′ 42″ N, 10° 27′ 51″ O | Scheune                  |              | 33890158 | BW   |
| Westerntorstraße 11 52° 8′ 42″ N, 10° 27′ 51″ O | Stall                    |              | 33889263 | BW   |

### Einzelbaudenkmale
| Lage                                            | Bezeichnung              | Beschreibung | ID       | Bild |
| ----------------------------------------------- | ------------------------ | --- | -------- | ---- |
| Am Klinkerberg 24 52° 8′ 35″ N, 10° 27′ 46″ O   | Wohnhaus                 | | 33889372 | BW   |
| Melkeweg 1 52° 8′ 40″ N, 10° 27′ 50″ O          | Gaststätte               | Dorfkrug | 33889392 | BW   |
| Melkeweg 4 52° 8′ 38″ N, 10° 27′ 47″ O          | Scheune                  | | 33889797 | BW   |
| Westerntorstraße 52° 8′ 41″ N, 10° 27′ 51″ O    | Burgstelle               | Von der ehemaligen Burg Adersheim ist nur noch ein etwa 2 Meter hoher Hügel mit einem Wassergraben um den Hügel herum, vorhanden. Die Burgstelle befindet sich in Adersheim südlich der Nr. 11, westlich der Nr. 8. | 33889454 |      |
| Westerntorstraße 52° 8′ 41″ N, 10° 27′ 51″ O    | Hügel                    | | 33889519 | BW   |
| Westerntorstraße 25 52° 8′ 41″ N, 10° 27′ 42″ O | Wohn-/Wirtschaftsgebäude | | 33889413 | BW   |

## Ehemalige Baudenkmale
| Lage                                                   | Bezeichnung | Beschreibung | ID | Bild |
| ------------------------------------------------------ | ----------- | ------------ | -- | ---- |
| Heinrich-Lüddecke-Straße 2 52° 8′ 42″ N, 10° 27′ 42″ O | Hofanlage   |              |    | BW   |